# Дрифтерная катастрофа
Дрифтерная катастрофа — термин, используемый в российской публицистике для описания событий, происходивших в рыбной отрасли Дальнего Востока СССР в конце 1950-х — начале 1960-х годов. В результате катастрофы, приведшей к резкому падению вылова рыбы на Камчатке, резко изменилась экономика этого края и исчезли десятки прибрежных промышленных предприятий и посёлков при них.

## Предыстория
В начале XX века началось активное освоение морских богатств Камчатки. Русскими и японскими промышленниками организовывались рыбные промыслы, перерабатывающие предприятия, вёлся активный лов рыбы. Российско-японская рыболовная конвенция 1912 года предоставляла Японии широкие права по добыче рыбы в российских территориальных водах. Советско-японская конвенция 1928 года в целом подтверждала положения конвенции 1912 года, но запрещала японцам лов рыбы в камчатских реках (разрешался только морской лов). Японские рыбные промыслы на Камчатке имели большой размах: японцы владели 32 рыбоконсервными заводами с 79 линиями, 5 холодильниками, 42 рефрижераторами и 2 утильзаводами. Японцы строили на побережье Камчатки не только промышленные предприятия, но и посёлки при них. Общий улов японских рыбаков в советских водах в 1930-е годы достигал 100 тыс. т в год и превышал улов советских рыбаков.
Одновременно на Камчатке шло активное развитие советских рыбных промыслов — строились новые заводы и посёлки при них. В конце 1930-х годов действовало 16 советских рыбоконсервных заводов (РКЗ) с 52 линиями.
Для увеличения добычи рыбы японцы стали выставлять в море напротив устья реки Камчатки дрифтерные сети. Дрифтерный лов, практикующийся по настоящее время во многих странах, вызывает резкую критику экологов как наносящий крупный ущерб популяциям рыб, птиц и морских животных. Уже в то время некоторыми исследователями отмечалась угроза истощения рыбных ресурсов Камчатки при ведении активного дрифтерного лова.
После советско-японской войны 1945 года японцам было запрещено ловить рыбу в 12-мильных советских территориальных водах, но они по-прежнему вели активный лов в окрестных морях, так как понятия исключительной экономической зоны тогда ещё не существовало. В результате сложилась следующая схема: Япония вела промысел в океане, а СССР, не имевший на Дальнем Востоке океанического рыболовного флота — в прибрежных водах и в реках. Постепенно Япония увеличивала морской лов рыбы, количество добытой рыбы постоянно росло. В 1952 году США и Канада особым договором существенно ограничили право Японии на добычу рыбы у американского побережья, что вынудило Японию резко активизировать лов у азиатского побережья. К 1956 году японцы добывали у азиатских берегов 280 тыс. т лососёвых рыб ежегодно (СССР добывал в 3 раза меньше).
В результате популяция лососёвых рыб на Дальнем Востоке сильно уменьшилась, и с середины 1950-х годов началось постепенное падение вылова рыбы советскими предприятиями. Специалисты Камчатского отделения Тихоокеанского института рыбного хозяйства и океанографии отмечали:

Начавшись в 1952 г., японский активный лов лососей в Тихом океане быстро усиливался и достиг особенно крупных масштабов в 1955 г. В этом году японцы не ограничились ловом лососей в океане, а с целью увеличения улова горбуши направили в июне две флотилии в составе 2 маток и 58 дрифтеров в Охотское море к западному побережью Камчатки. Каждым японским дрифтером в 1955 г. выставлялось ежесуточно 300—350 сетей. Длина такого порядка сетей достигала 10—12 км. Всеми дрифтерами выставлялось 100—120 тыс. сетей. Вся эта масса сетей сплывала по течению навстречу движения лососей. Наибольшее количество рыб… добыто японцами… в прикамчатских водах. Все эти рыбы, как, впрочем, и подавляющее большинство пойманных японцами к югу от Алеутской гряды, родились в камчатских реках и в ряде других рек бассейна Охотского моря и направлялись в эти реки для нереста. Добыча лососей в таких размерах, в каких она производилась японцами в 1954 и 1955 гг., совершенно нетерпима, ибо она намного превышает норму вылова, допустимую при современном уровне запасов этих рыб. Такой вылов лососей неминуемо приведёт к катастрофическому падению их численности. Вылов японцами… уже нанёс лососёвому хозяйству Камчатки трудно поправимый ущерб.

Отягощалась ситуация и увеличением добычи рыбы советской промышленностью. В начале 1950-х годов СССР располагал на Камчатке 40 рыбокомбинатами, 45 РКЗ со 130 линиями, 60 рыбзаводами. Добыча рыбы в рекордный 1953 год составила 101 тыс. т.
8 февраля 1956 года Советский Союз ввёл запрет на ловлю рыбы иностранными судами в морях, прилегающих с юга и с востока к Камчатке. Но уже 14 мая того же года в результате переговоров с японской стороной это постановление было отменено. Это было сделано для того, чтобы нормализовать советско-японские политические отношения, подорванные после войны 1945 года.

## Катастрофа и её последствия
В результате всё растущего дрифтерного лова рыбы японскими судами в открытом океане популяция лососевых рыб резко сократилась. В 1958 году вылов рыбы советскими предприятиями на западе Камчатки упал в 100 раз по сравнению с началом 1950-х годов. Резко сократилось производство консервов, начался резкий упадок всей камчатской рыбной промышленности. Население рыболовецких и заводских посёлков осталось без работы. Было законсервировано 23 рыбокомбината, 25 РКЗ, 18 холодильников, 36 рыбоперерабатывающих береговых баз, 7 моторно-рыболовных станций. В период с 1957 по 1970 годы на Камчатке было упразднено 48 населённых пунктов, население которых было занято в рыболовном промысле. Исчезли не только мелкие поселения, но и некоторые крупные посёлки городского типа (Кировский, Кихчик, Колпаковский, Митогинский и др.).
Нехватка рыбы в стране и тяжёлая экономическая ситуация на Камчатке вынудили советское правительство направить средства на создание собственного океанского рыболовного флота. В 1966 году на океанский промысел приходилось 40 % всего советского улова на Камчатке, а к 1985 году — 70 %. Вместе с тем береговой промысел продолжал сокращаться.
В 1978 году Советский Союз запретил Японии лов рыбы в своей исключительной экономической зоне (200 миль от побережья). Это способствовало увеличению поголовья лососевых рыб. Благодаря этому рыбная промышленность побережья несколько восстановилась, но так и не смогла достигнуть уровня развития начала 1950-х годов.